# 观星者号 (航空器)
观星者号（英語：Stargazer）是一架洛克希德L-1011三星飞机，建造于1974年，于1994年进行改装，供轨道科学公司（现诺格宇宙系统）用作飞马座运载火箭的母舰发射台。截至2022年10月，多家公司已使用观星者号发射了45枚飞马座-H或飞马座-XL火箭（包含近100颗卫星）。截至2019年，观星者号是唯一仍适航的L-1011。

## 历史
首次使用观星者号的飞马座运载火箭发射于1994年6月27日进行，该次发射亦为飞马座运载火箭改进型号飞马座-XL的首次试射。在此之前进行的五次飞马座运载火箭发射因许可原因使用NB-52B Balls 8作为发射平台。
观星者号还曾用于X-34高超音速研究飞机的系留测试和运输。然而，X-34落下测试使用的仍然是NB-52B Balls 8。轨道科学公司还利用该飞机提供研究飞行。观星者号可以携带23000千克的负载至12800米高度。

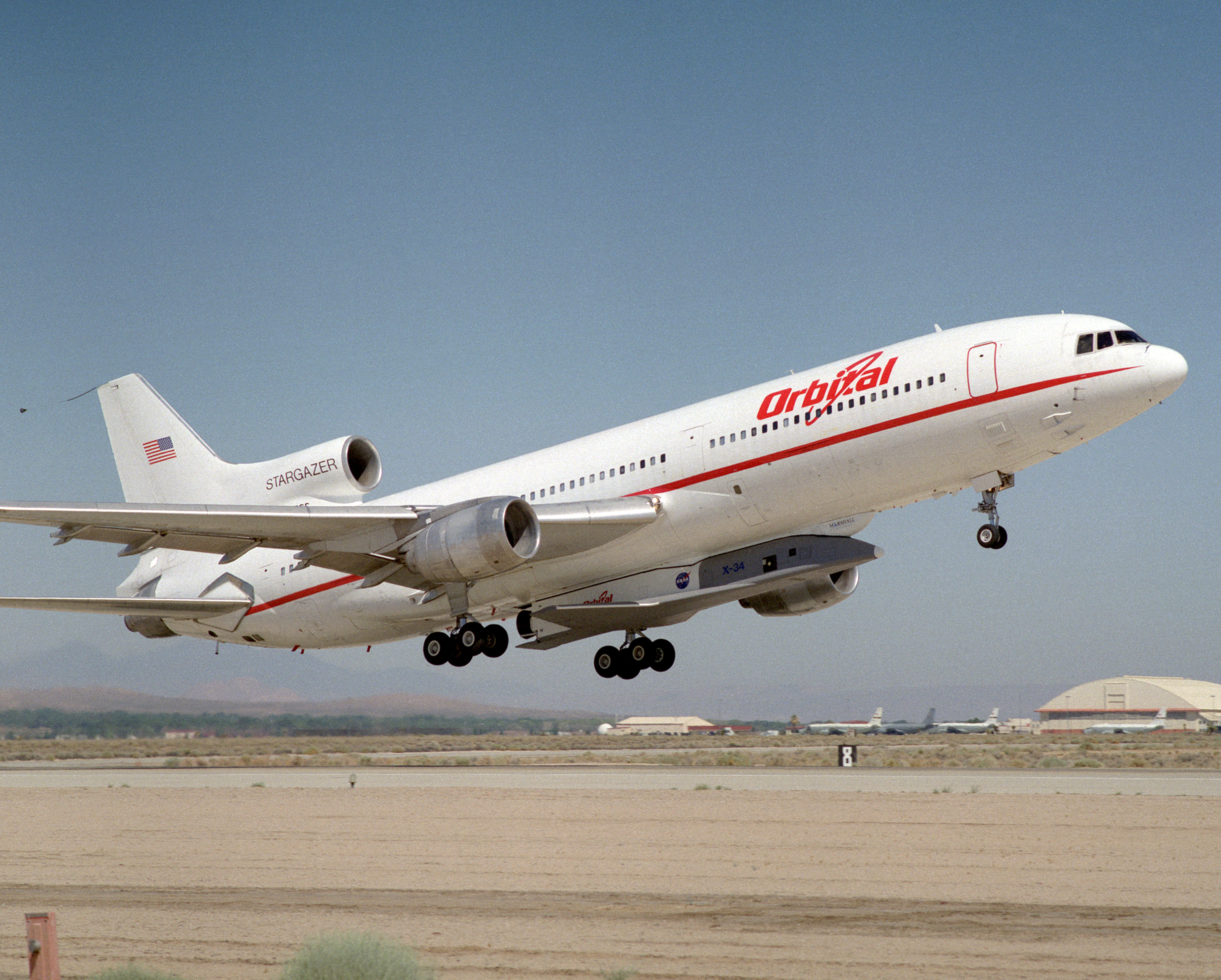
涂有轨道科学公司涂装的观星者号下挂X-34试验机起飞

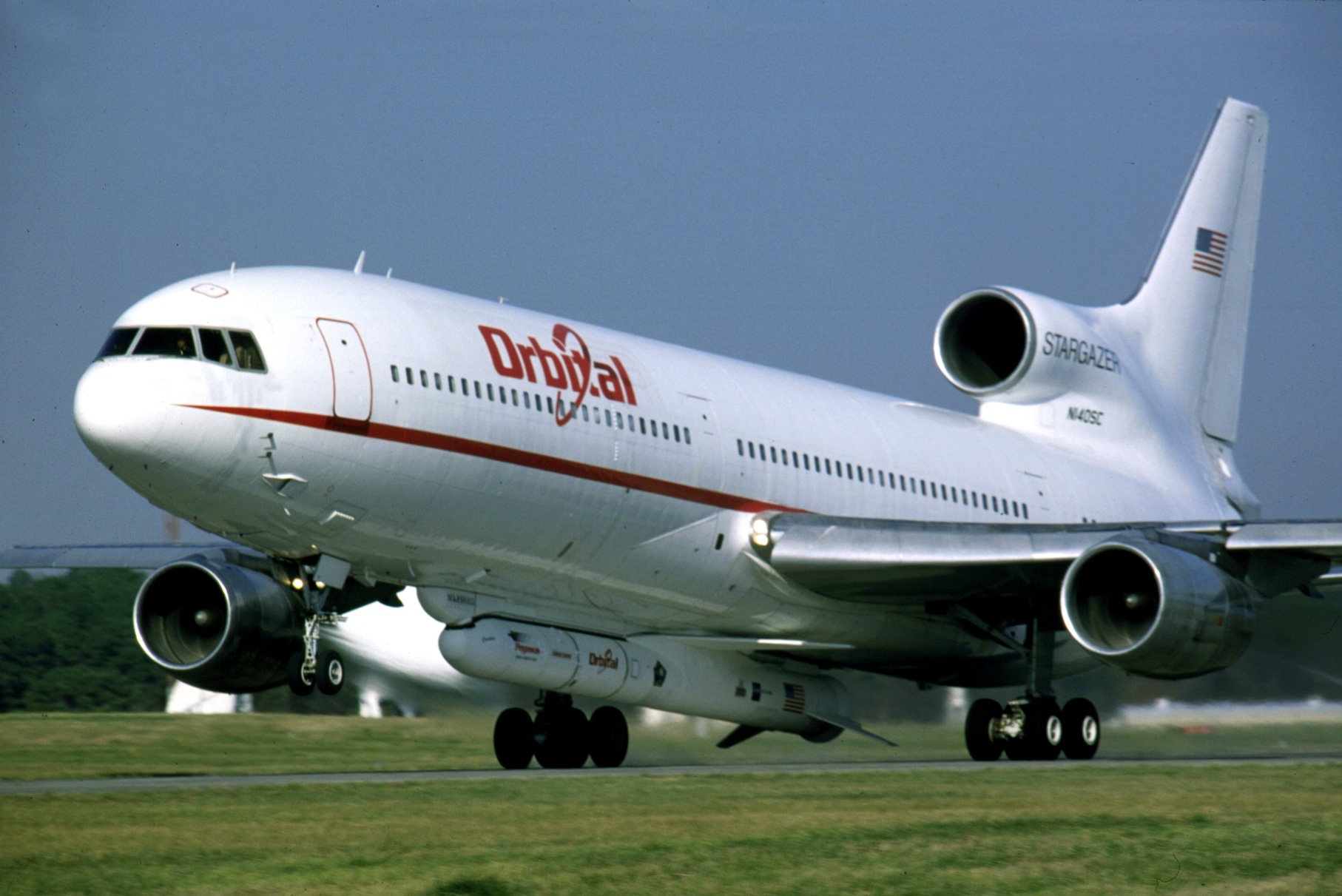
观星者号于2013年6月27日从范登堡出发，下挂装载于飞马座XL火箭的太陽過渡層成像光譜儀衛星像光谱仪(IRIS)

使用观星者号的飞马座火箭发射任务通常在范登堡空军基地进行。发射亦曾于卡纳维拉尔角空军基地、美国宇航局肯尼迪航天中心、美国宇航局瓦洛普斯飞行设施，以及美国境外的夸贾林环礁和西班牙的甘多机场进行。
2010年，观星者号进行改造，以50,000 lbf（220 kN）推力劳斯莱斯RB211-524B4涡轮风扇发动机，取代原来的42,000 lbf（190 kN）推力RB211-22B。

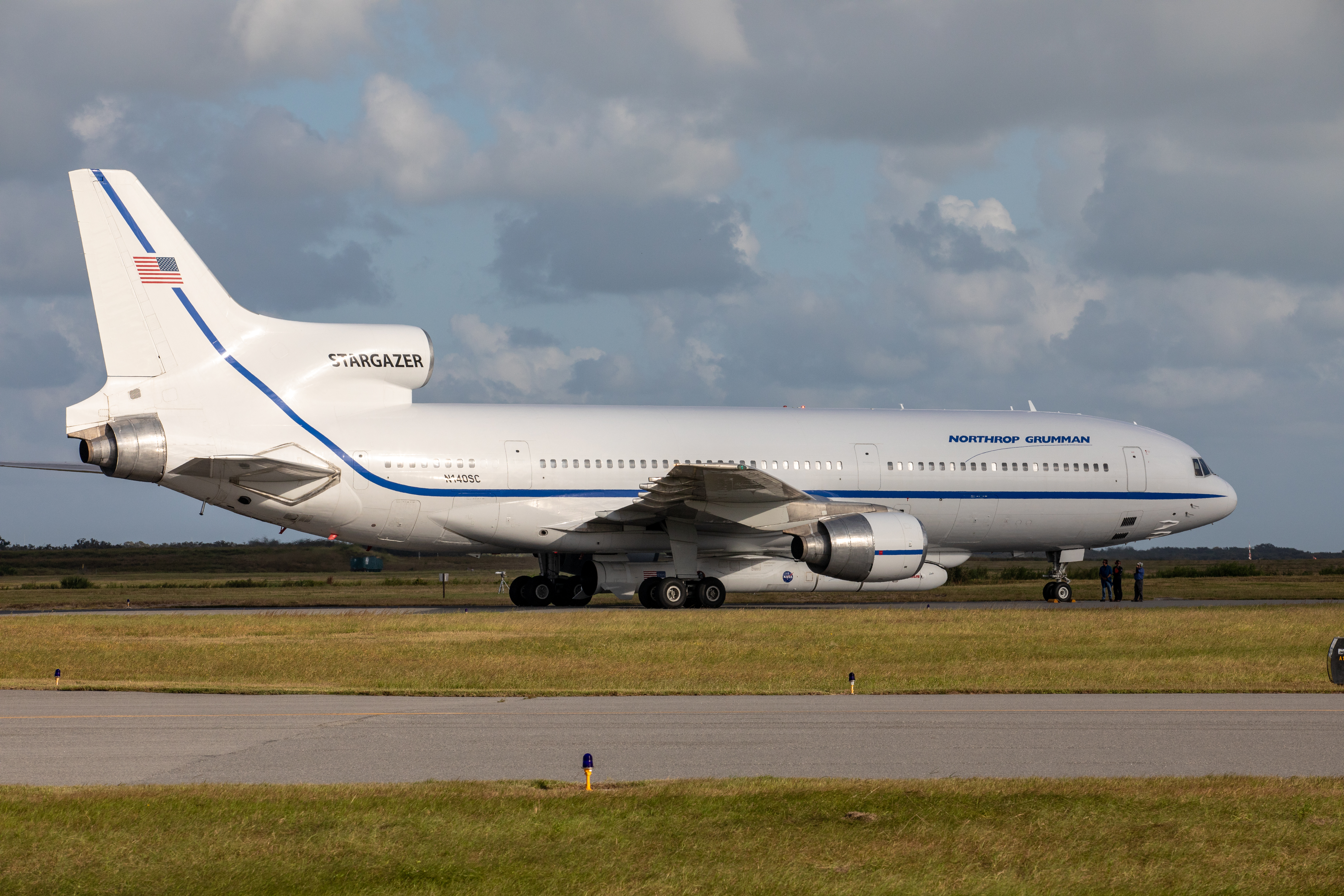
涂有诺斯罗普·格鲁曼公司涂装的的观星者号携带电离层连接探测器(ICON)

2015年，观星者号进行了重新喷涂，以反映轨道科学公司与ATK的合并。
2016年12月15日，观星者号代表NASA，于第二次尝试成功发射CYGNSS。由于负责将飞马座运载火箭与飞机分离的液压系统出现问题，同年12月12日的第一次发射尝试被取消。
诺斯罗普·格鲁曼公司于2018年收购Orbital ATK后，观星者号被喷上诺格涂装。观星者号于2019年10月11日发射了电离层连接探测器。此次发射原定于2017年6月举行，但由于在运输飞行期间观测到异常数据而被取消。该数据与飞马座XL火箭的方向舵位置相关，是在例行飞行器健康检查期间观测到的。从2017年到2019年，该发射多次推迟，最终于2019年10月11日进行。

## 背景
该架洛克希德L-1011三星于1974年2月作为客机首飞，并于次月交付给加拿大航空，编号为C-FTNJ，並於至1990年10月時退出加拿大航空。但在這19個月間在苦無下一手用家下，1992年5月，轨道科学公司收购了这架飞机，委托英国的马歇尔航空航天公司为飞马座火箭安装了支持设备，并重新命名。该公司还考虑了其他飞机，包括波音B-52G、波音747和DC-10。考虑到高度和速度性能、航程、改装复杂性以及采购和运营成本，最终选择了L-1011。